# Hunsrücker Knochenflickerfamilie Pies

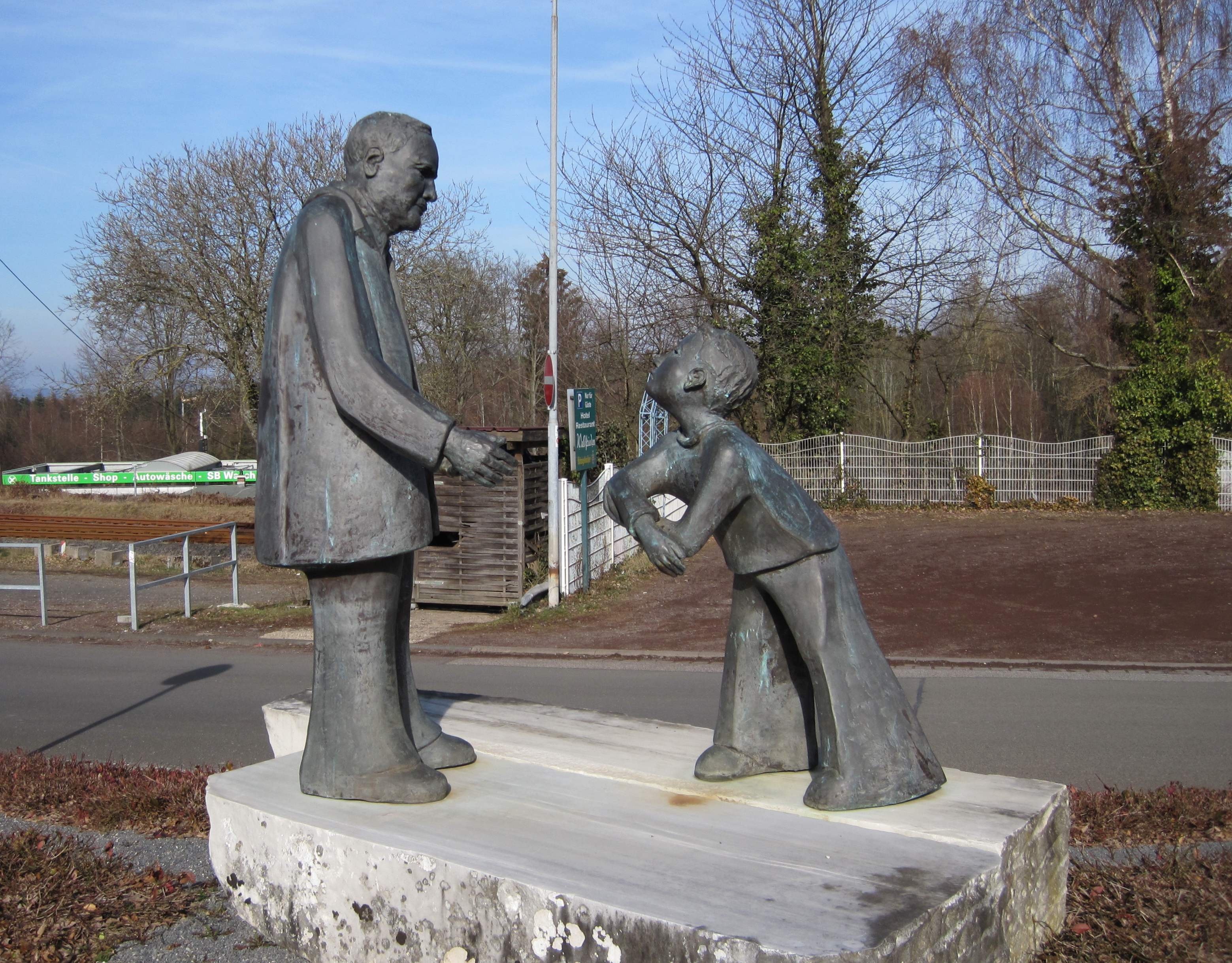
„Der Knochenflicker - Herr Peter Pies und ein junger Patient“. Skulptur der Künstlerin Jutta Reiss aus dem Jahr 2008 in Emmelshausen

Die Hunsrücker Knochenflickerfamilie Pies war eine ab der frühen Neuzeit bis zum Ende des 20. Jahrhunderts im Hunsrück wirkende Familie in Heilberufen, deren bekannteste Personen als Chiropraktiker, also als „Knocheneinrenker“, bekannt wurden. Die Familie bringt auch heute noch viele Mediziner hervor.

## Ursprünge
Als frühester Vertreter auf dem Hunsrück galt lange Zeit der seit dem Dreißigjährigen Krieg nachweisbare Pfalz-Neuburgische Regimentsfeldscher Diederich Pies, der um 1666, vermutlich in Mannebach, starb. Er soll, wie auch sein mutmaßlicher Halbbruder Wilhelm Pies, der ebenfalls Arzt war, aus einer Klevischen Familie stammen, die zuletzt in Amsterdam lebte. Allerdings belegen neuere Forschungen eindeutig, dass der Name Pies schon etwa anderthalb Jahrhunderte früher in Dommershausen vorkam. Am 20. April 1487 stiftete ein peter Bÿeß eine Messe in Dommershausen und am 12. April 1502 wird posthum der kurz zuvor verstorbene Dommershausener Heimburge (= Bürgermeister) peter biße urkundlich erwähnt.
Von den Nachkommen mit Namen Pies sind in neuerer Zeit zwischen 1907 und 1978 allein 13 medizinische Dissertationen zu finden. Die Nachkommen lebten vorwiegend in Sabershausen, Dorweiler und Dommershausen.

## Pies-Museum
Das von dem Historiker Eike Pies im ehemaligen Pfarrhaus von Dommershausen gegründete und heute von der Gemeinde betriebene Vorderhunsrück-Museum und Pies-Archiv dokumentiert die Geschichte der Hunsrücker Knochenflicker.

## Letzte Vertreter
- Peter Pies (* 1875 in Dorweiler; † 1962 in Emmelshausen)[7] praktizierte ab 1908 in einem Raum seiner neu erbauten Gastwirtschaft an der gerade eröffneten Hunsrückbahn in Emmelshausen. Sein Haus am Bahnhof war eins von den zwei ersten Häusern der Bahnhofssiedlung. Die Gemeinde stiftete eine Bronzeplastik der Künstlerin Jutta Reiss,[8] die am 5. April 2009 vor dem Stammhaus enthüllt wurde.[9]
- Jakob Pies (* 1877 in Dorweiler; † 1941 ebenda), Bauer und Knochenflicker war der letzte seines Standes in Dorweiler. Sein Sohn starb früh, und er hatte noch drei Töchter. Werner Helwig setzte ihm in seiner Erzählung Der Äskulap des Hunsrück ein literarisches Denkmal. (Auch in: Richter und Knochenflicker)[10]
- Jakob Pies (* 1860 in Dorweiler; † 1920 in Kappel) hatte nach Kappel in einen kleinen Bauernhof eingeheiratet. Er und sein Sohn Robert (1902–1973)[11] waren die letzten echten Knochenflicker, die dies neben ihrem Hauptberuf, in diesem Fall Bauer, ausübten. Roberts Bruder Franz und nach ihm dessen Sohn Franz-Georg waren Ärzte in Kastellaun.[12]